# Protektorat Afryki Wschodniej
Protektorat Afryki Wschodniej (ang. East Africa Protectorate) – historyczne brytyjskie terytorium, protektorat na wschodnim wybrzeżu Afryki, na terenie obecnej Kenii i Ugandy, istniejący w latach 1895–1920. Powstał w wyniku likwidacji Kompanii Wschodnioafrykańskiej i przejęcia administracji w Brytyjskiej Afryce Wschodniej przez rząd brytyjski.